# Казеїн
Казеїн (від лат. caseus — сир) — фосфопротеїн, складний білок, головний білковий компонент молока. Молекулярна маса казеїну коливається в межах від 30000 до 400000. Казеїн практично нерозчинний у воді та в органічних розчинниках, розчиняється у водних розчинах солей та в розбавлених лугах, з яких випадає в осад при підкисленні. Казеїн виділяють з молока, яке містить його 2,5-4,5 %. Цікавий факт зі спортивного харчування: казеїн забезпечує організм незамінними амінокислотами впродовж тривалого часу, близько 6-8 годин після приймання. Деякі джерела[які?] говорять, що час засвоєння домашнього сиру (з якого видобувається казеїн) — а звідси й казеїну — 2 години. Не уточнюється, звідки такі дані та про що іде мова. Ця інформація вимагає глибшого вивчення та особливо на неї треба звернути увагу спортсменам і людям, які стежать за метаболізмом.

## Застосування
Казеїн має велике значення як харчовий продукт, бо він є основною складовою частиною сиру і являє собою повноцінний білок, у якому містяться всі необхідні організму амінокислоти. Казеїн використовують для виготовлення пластмас, фарб, клеїв, штучного волокна.